# Татарские Суксы
Тата́рские Суксы́ (тат. Татар Суыксуы) — село в Актанышском районе Республики Татарстан. Административный центр Татарско-Суксинского сельского поселения.

## География
Село находится в Восточном Закамье, в 22 км к западу от районного центра, села Актаныш.

## История
Известно с 1707 года. Также деревня называлась Татарские Сууксы. 
В XVIII — первой половине XIX веков жители относились к сословиям башкир-вотчинников (Канбарской тюбы Енейской волости), тептярей, башкир-припущенников. В 1795 году были учтены 197 башкир-вотчинников; в 1848 году — 391 башкир; в 1912 году — 929 башкир-припущенников. 
Башкиры села Минлигул Канбаров и Рахметулла Ильясов  в составе VI башкирского полка принимали участие в Отечественной войне 1812 года.
В Российском государственном архиве древних актов (Москва), в фонде Мензелинской воеводской канцелярии хранится дело «О взыскании денег татарином деревни Суксы Досаевым с однодеревенца Уразлина» от 1 марта 1733 г. Тем же числом датированы дела «О взыскании денег с татарина деревни Суксы Досаева, таковым же Енбердиным» и «О взыскании денег с татарина деревни Суксы Алметя однодеревенцем Аднагуловым».   
В 1905 году взяли на учёт 5 ветряных мельниц, хлебозапасный магазин, 3 бакалейные лавки.
До 1866 года селение входило в состав Канбарской тюбы Енейской волости.

## Население
| 1795 | 1834 | 1859 | 1870 | 1884 | 1897 | 1906 | 1913 | 1920 | 1926 | 1938 | 1949 | 1958 | 1970 | 1979 | 1989 | 2002 | 2010 | 2015 |
| ---- | ---- | ---- | ---- | ---- | ---- | ---- | ---- | ---- | ---- | ---- | ---- | ---- | ---- | ---- | ---- | ---- | ---- | ---- |
| 197  | 431  | 546  | 632  | 599  | 778  | 972  | 929  | 983  | 1041 | 922  | 822  | 883  | 909  | 988  | 933  | 875  | 855  | 843  |

Национальный состав
Согласно результатам переписи 2002 года, в национальной структуре населения села татары составляли 94%.
Вдоль села проходит автомобильная дорога регионального значения Тюково — Татарские Ямалы.

### Комментарии
1. ↑  Расстояние измерено с помощью инструментария Яндекс.Карты